# ドストエフスキー駅
ドストエフスキー駅（ドストエフスキーえき、ロシア語: Достоевская станция、ダスタイェフスカヤ・スタンツィヤ）は、ロシアのサンクトペテルブルク市ツェントラーリヌイ区（中央区）ヴラジーミル大通りにあるサンクトペテルブルク地下鉄の駅である。

## 接続路線

### 鉄道
- サンクトペテルブルク地下鉄
  - ■1号線 - ヴラジミル駅
    - 地下通路で繋がっているため、改札を通らずに乗換可能である。また、ドストエフスキー駅の改札を入場後ヴラジミル駅から電車に乗車すること、あるいはその逆も可能である。

### トロリーバス、路線バス、乗合タクシー
- プルコヴォ空港方面：トロリーバス（3・8・15系統）、路線バス（39э系統）、乗合タクシー（15・25・90・139・177・187・190・209・258・800・900系統）
- レーニン広場方面：トロリーバス（3・8・15系統）、乗合タクシー（15・90・177・187・190・209・258系統）

## 駅構造
地上にコンコース、改札があり、地下62mに島式プラットホームがある地下駅である。
- 東行：ドゥイベンコ通り方面
- 西行：スパスカヤ方面

## 駅周辺
- ウラジーミルの生神女大聖堂
- ドストエフスキー文学記念博物館　　駅名の由来となった博物館

## 歴史
- 1991年12月30日　地下鉄4号線　サドヴァヤ（現在は5号線の駅）～アレクサンドルネフスキー広場間開通と同時に開業。

## 隣の駅
サンクトペテルブルク地下鉄
■4号線（右岸線）
スパスカヤ - ドストエフスキー - リゴフ大通り